# Ahimia albonigra
Ahimia albonigra är en insektsart som beskrevs av Irena Dworakowska 1979. Ahimia albonigra ingår i släktet Ahimia och familjen dvärgstritar. Inga underarter finns listade i Catalogue of Life.